# Ghostwire: Tokyo
Ghostwire: Tokyo — компьютерная игра в жанре action-adventure, разработанная Tango Gameworks и изданная Bethesda Softworks для PlayStation 5 и Windows. Выход игры состоялся 25 марта 2022 года.

## Игровой процесс
Ghostwire: Tokyo — приключенческая игра в жанрах экшн и хоррор от первого лица. Игрок сражается с призраками и духами в Токио, используя различные паранормальные способности. Когда очки здоровья противника опускаются до определённого предела, игрок получает возможность использовать специальный приём и уничтожить духа.

## Сюжет
Почти все жители Токио таинственным образом исчезли, и в город вторглись потусторонние духи, «Посетители». Тем временем главный герой обнаруживает, что у него проявляются сверхъестественные способности. Протагонист начинает сражаться с духами и со временем натыкается на группу в масках Хання, что помогает в расследовании проходящих в столице событий.

## Разработка
В июне 2019 года во время пресс-конференции Bethesda Softworks на E3 2019 Синдзи Миками и креативный директор Икуми Накамура анонсировали Ghostwire: Tokyo, приключенческую игру в жанре экшн с элементами хоррора. В сентябре 2019 года, после девяти лет работы в студии, Накамура покинула Tango Gameworks. Синитиро Хара, ранее работавший боевой системой Doom (2016), присоединился к Tango для разработки Ghostwire: Tokyo. Он описывал боевую систему как «карате, встретившее магию»; жесты, осуществляемые протагонистом при произнесении заклинаний, были вдохновлены кудзикири. Выход игры для PlayStation 5 и Windows был запланирован на октябрь 2021 года. В начале февраля 2022 года Sony официально объявила дату выхода игры — 25 марта 2022 года.
21 сентября 2020 года материнская компания Bethesda Softworks, ZeniMax Media, объявила о намерении Microsoft купить ZeniMax и её студии, включая Tango Gameworks, за 7,5 млрд долларов США, включив студии в состав Xbox Game Studios. Операции должны быть завершены в 2021 финансовом году. Глава Xbox Game Studios Фил Спенсер заверил, что эта сделка не повлияет на Ghostwire: Tokyo. Тем не менее, спустя год проект вышел на консолях Xbox.

## Оценки
| Сводный рейтинг    | Сводный рейтинг        |
| Агрегатор          | Оценка                 |
| ------------------ | ---------------------- |
| Metacritic         | PC: 77/100 PS5: 75/100 |
| Иноязычные издания |                        |
| Издание            | Оценка                 |
| Destructoid        | 7,5/10                 |
| Edge               | 7/10                   |
| EGM                | [ 16 ]                 |
| Game Informer      | 8/10                   |
| GameRevolution     | [ 18 ]                 |
| GameSpot           | 8/10                   |
| GamesRadar+        | [ 20 ]                 |
| Hardcore Gamer     | 3,5/5                  |
| IGN                | 7/10                   |
| PCGamesN           | 7/10                   |
| PC Gamer (US)      | 72/100                 |
| Shacknews          | 9/10                   |
| VentureBeat        | [ 26 ]                 |
| VG247              | [ 27 ]                 |
| VideoGamer         | 7/10                   |
| RPGamer            | [ 29 ]                 |

Ghostwire: Tokyo получила преимущественно положительные отзывы, согласно сайту агрегации рецензий Metacritic.